# Euphorbia plagiantha
Euphorbia plagiantha är en törelväxtart som beskrevs av Emmanuel Drake del Castillo. Euphorbia plagiantha ingår i släktet törlar, och familjen törelväxter. IUCN kategoriserar arten globalt som livskraftig. Inga underarter finns listade i Catalogue of Life.

## Bildgalleri

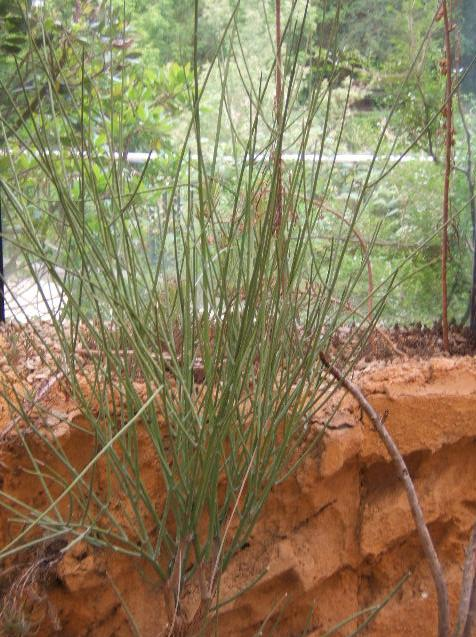
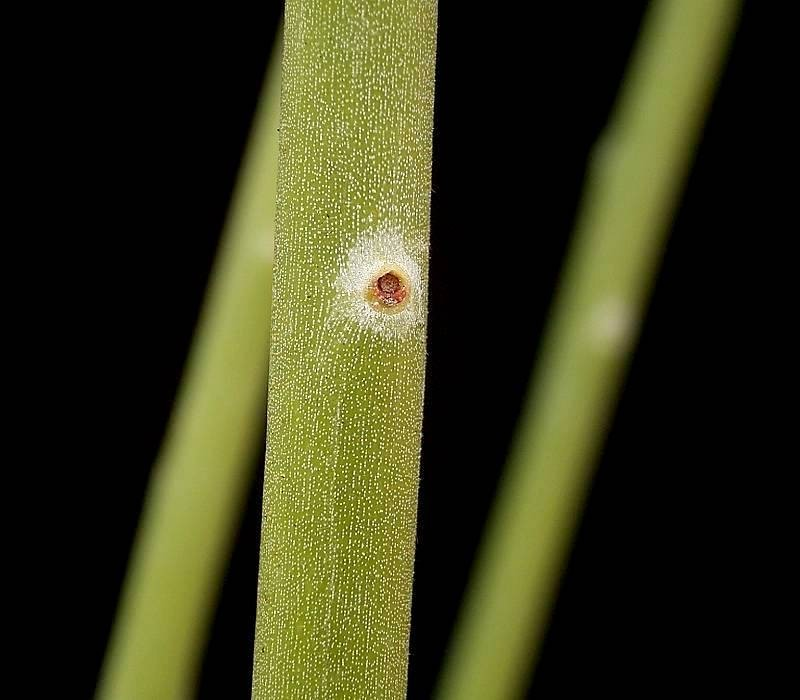